# Jon Hurwitz
Jon Hurwitz, född 15 november 1977, är en amerikansk manusförfattare och regissör.
Jon har tillsammans med Hayden Schlossberg skrivit manus till alla Harold & Kumar filmerna, de regisserade även den andra filmen Harold & Kumar Escape from Guantanamo Bay.

## Filmografi
- 2004 – Harold & Kumar Go to White Castle
- 2008 – Harold & Kumar Escape from Guantanamo Bay
- 2008 – Harold & Kumar Go to Amsterdam (kortfilm)
- 2011 – A Very Harold & Kumar 3D Christmas
- 2012 – American Reunion